# Micronaspis floridana
Micronaspis floridana là một loài bọ cánh cứng trong họ Đom đóm (Lampyridae). Loài này được Green miêu tả khoa học năm 1948.